# Ed Gebski
Ed Gebski (Heerlen, 1960) is een Nederlands kunstschilder.
Gebski studeerde aan de Rijksakademie van beeldende kunsten in Amsterdam. 
In 1994 won hij de eerste prijs voor schilderkunst van de Prix de Rome.
Halverwege de jaren 90 werd Gebski bekend met een combinatie van schilderkunstige en fotografische technieken (acrylverf en zilvernitraat).
Bij het begin van de Irakoorlog in 2003 begon Gebski te werken aan abstracte olieverfschilderijen. Het doel was naar eigen zeggen "het ten val brengen van tweedeling tussen abstractie en figuratie", hetgeen het vrije denken zou onderdrukken.

## Werk in openbare collecties (selectie)
- Ludwig Forum für Internationale Kunst, Aken
- Centraal Museum, Utrecht
- Stedelijk Museum, Amsterdam
- SMAK, Gent
- diverse bedrijfscollecties